# Gestreepte vechtkwartel
De gestreepte vechtkwartel (Turnix sylvaticus) is een vogel uit de familie Turnicidae (Vechtkwartels).

## Verspreiding en leefgebied
Deze soort komt voor in Afrika en Azië en telt negen ondersoorten:
- T. s. sylvaticus: zuidelijk Iberisch Schiereiland en noordwestelijk Afrika.
- T. s. lepurana: Afrika bezuiden de Sahara.
- T. s. dussumier: van oostelijk Iran tot Myanmar.
- T. s. davidi: van centraal Thailand tot zuidelijk China, noordelijk Indochina en Taiwan.
- T. s. bartelsorum: Java en Bali.
- T. s. whiteheadi: Luzon (noordelijke Filipijnen).
- T. s. celestinoi: Bohol en Mindanao (zuidelijke Filipijnen).
- T. s. nigrorum: Negros (centrale Filipijnen).
- T. s. suluensis: Sulu-eilanden (zuidwestelijke Filipijnen).

## Externe link

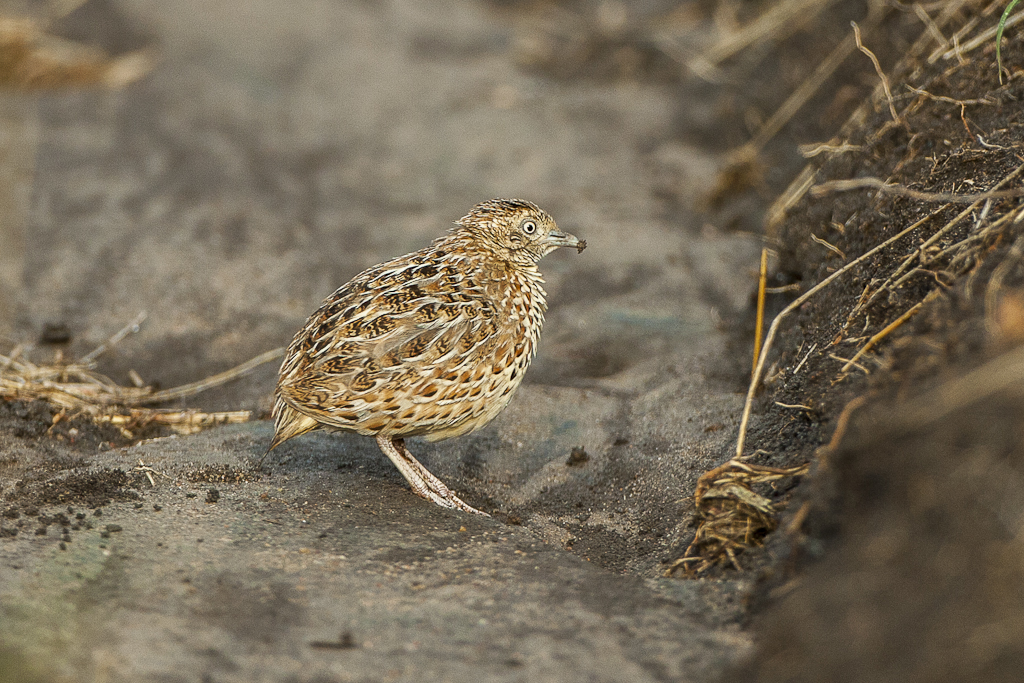